# Liste der Monuments historiques in Landaul
Die Liste der Monuments historiques in Landaul führt die Monuments historiques in der französischen Gemeinde Landaul auf.

## Liste der Bauwerke
| Bezeichnung       | Beschreibung | Standort                 | Kennzeichnung | Schutzstatus | Datum | Bild |
| ----------------- | ------------ | ------------------------ | ------------- | ------------ | ----- | ---- |
| Kirche St-Théleau |              | Place de l’Église (Lage) | PA00091330    | Inscrit      | 1925  |      |
| Stele             |              | Langonbrach (Lage)       | PA00091331    | Classé       | 1942  |      |

## Liste der Objekte
- Monuments historiques (Objekte) in Landaul in der Base Palissy des französischen Kultusministeriums